# Dioscorea floribunda
Dioscorea floribunda är en enhjärtbladig växtart som beskrevs av Martin Martens och Henri Guillaume Galeotti. Dioscorea floribunda ingår i släktet Dioscorea och familjen Dioscoreaceae. Inga underarter finns listade i Catalogue of Life.